# ميكولايف

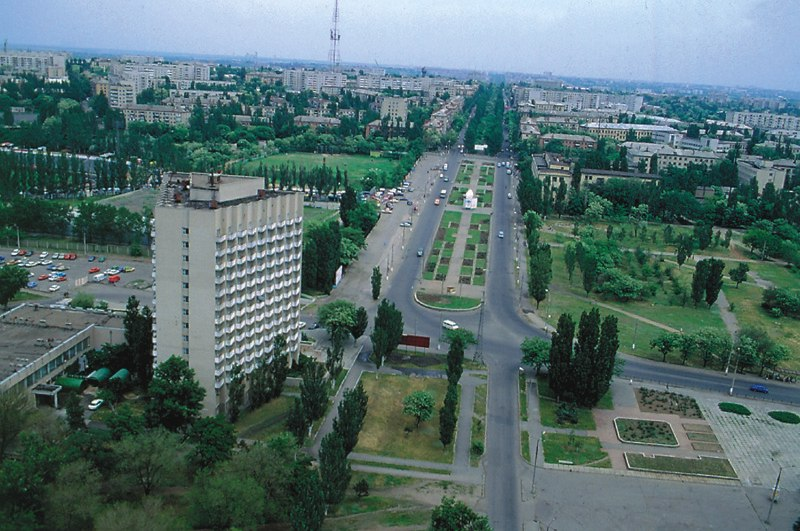
ميكولايف

ميكولايف أو مِكُولَيِف (بالأوكرانية: Миколаїв) أو (الروسية: Николаев) هي مدينة كبيرة في جنوب أوكرانيا يربو تعداد سكانها عن نصف مليون نسمة.

## المناخ
يظهر الجدول التالي التغييرات المناخية على مدار السنة لميكولايف:
| البيانات المناخية لـميكولايف                                          | البيانات المناخية لـميكولايف | البيانات المناخية لـميكولايف | البيانات المناخية لـميكولايف | البيانات المناخية لـميكولايف | البيانات المناخية لـميكولايف | البيانات المناخية لـميكولايف | البيانات المناخية لـميكولايف | البيانات المناخية لـميكولايف | البيانات المناخية لـميكولايف | البيانات المناخية لـميكولايف | البيانات المناخية لـميكولايف | البيانات المناخية لـميكولايف | البيانات المناخية لـميكولايف |
| الشهر                                                                 | يناير                        | فبراير                       | مارس                         | أبريل                        | مايو                         | يونيو                        | يوليو                        | أغسطس                        | سبتمبر                       | أكتوبر                       | نوفمبر                       | ديسمبر                       | المعدل السنوي                |
| --------------------------------------------------------------------- | ---------------------------- | ---------------------------- | ---------------------------- | ---------------------------- | ---------------------------- | ---------------------------- | ---------------------------- | ---------------------------- | ---------------------------- | ---------------------------- | ---------------------------- | ---------------------------- | ---------------------------- |
| الدرجة القصوى °م (°ف)                                                 | 14.0 (57.2)                  | 18.1 (64.6)                  | 24.1 (75.4)                  | 32.3 (90.1)                  | 37.4 (99.3)                  | 37.8 (100.0)                 | 40.0 (104.0)                 | 40.1 (104.2)                 | 36.5 (97.7)                  | 32.9 (91.2)                  | 23.4 (74.1)                  | 15.6 (60.1)                  | 40.1 (104.2)                 |
| متوسط درجة الحرارة الكبرى °م (°ف)                                     | 1.1 (34.0)                   | 2.2 (36.0)                   | 7.7 (45.9)                   | 15.8 (60.4)                  | 22.5 (72.5)                  | 26.5 (79.7)                  | 29.3 (84.7)                  | 29.0 (84.2)                  | 22.7 (72.9)                  | 15.7 (60.3)                  | 7.5 (45.5)                   | 2.5 (36.5)                   | 15.3 (59.5)                  |
| المتوسط اليومي °م (°ف)                                                | −1.9 (28.6)                  | −1.4 (29.5)                  | 3.1 (37.6)                   | 10.2 (50.4)                  | 16.5 (61.7)                  | 20.5 (68.9)                  | 23.1 (73.6)                  | 22.6 (72.7)                  | 16.9 (62.4)                  | 10.6 (51.1)                  | 4.0 (39.2)                   | −0.4 (31.3)                  | 10.4 (50.7)                  |
| متوسط درجة الحرارة الصغرى °م (°ف)                                     | −4.6 (23.7)                  | −4.7 (23.5)                  | −0.5 (31.1)                  | 5.3 (41.5)                   | 11.0 (51.8)                  | 15.2 (59.4)                  | 17.5 (63.5)                  | 16.8 (62.2)                  | 11.9 (53.4)                  | 6.4 (43.5)                   | 1.0 (33.8)                   | −3.0 (26.6)                  | 6.2 (43.2)                   |
| أدنى درجة حرارة °م (°ف)                                               | −29.7 (−21.5)                | −28.8 (−19.8)                | −20.8 (−5.4)                 | −7.9 (17.8)                  | −1.2 (29.8)                  | 4.2 (39.6)                   | 9.4 (48.9)                   | 4.6 (40.3)                   | −1.4 (29.5)                  | −13.4 (7.9)                  | −18.2 (−0.8)                 | −24.6 (−12.3)                | −29.7 (−21.5)                |
| الهطول مم (إنش)                                                       | 29.1 (1.15)                  | 32.0 (1.26)                  | 26.1 (1.03)                  | 26.0 (1.02)                  | 43.8 (1.72)                  | 49.6 (1.95)                  | 47.3 (1.86)                  | 32.8 (1.29)                  | 40.7 (1.60)                  | 32.0 (1.26)                  | 34.9 (1.37)                  | 33.1 (1.30)                  | 443.8 (17.47)                |
| متوسط أيام هطول الأمطار (≥ 1.0 mm)                                    | 6.7                          | 6.0                          | 5.8                          | 5.2                          | 6.2                          | 6.8                          | 5.5                          | 3.6                          | 4.9                          | 4.7                          | 5.5                          | 6.8                          | 69.7                         |
| ساعات سطوع الشمس الشهرية                                              | 69                           | 74                           | 122                          | 181                          | 263                          | 289                          | 308                          | 295                          | 232                          | 168                          | 69                           | 52                           | 2٬122                        |
| المصدر #1: European Climate Assessment & Dataset (extremes 1900–2015) |                              |                              |                              |                              |                              |                              |                              |                              |                              |                              |                              |                              |                              |
| المصدر #2: الإدارة الوطنية للمحيطات والغلاف الجوي (sun, 1961–1990)    |                              |                              |                              |                              |                              |                              |                              |                              |                              |                              |                              |                              |                              |

## اقتصاد
تعتبر ميكولايف مركز بناء سفن كبير في أوكرانيا، وسابقا في الاتحاد السوفيتي ككل. يوجد بالمدينة ثلاث مصانع للسفن، منها ما هو قادر على بناء سفن قوات بحرية ضخمة. من الصناعات الهامة أيضا الهندسة الميكانيكية، هندسة الطاقة، صناعة السبائك، ومواد التجميل، كما يمر بها نهر بوك الجنوبي.

## معرض صور

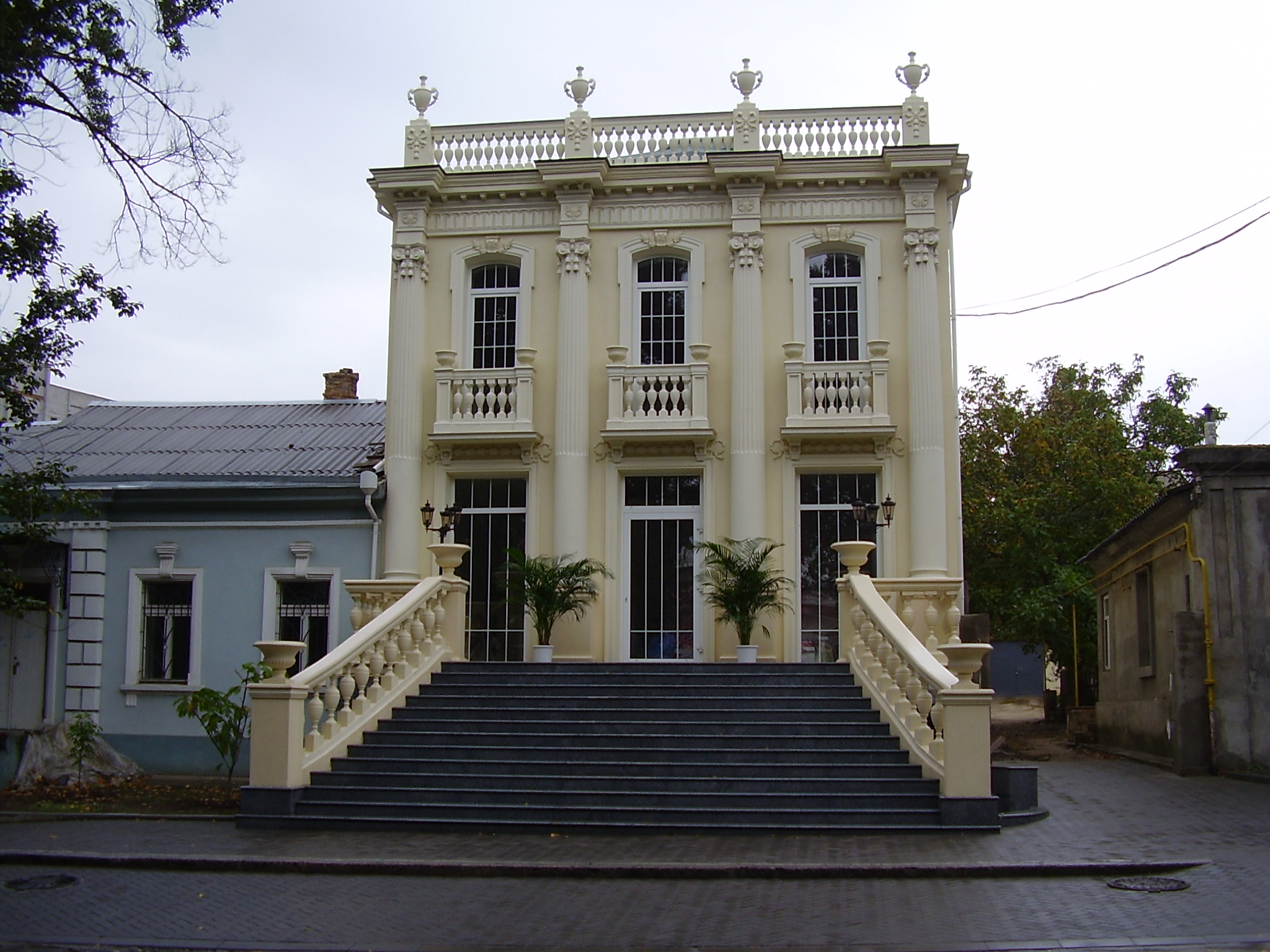
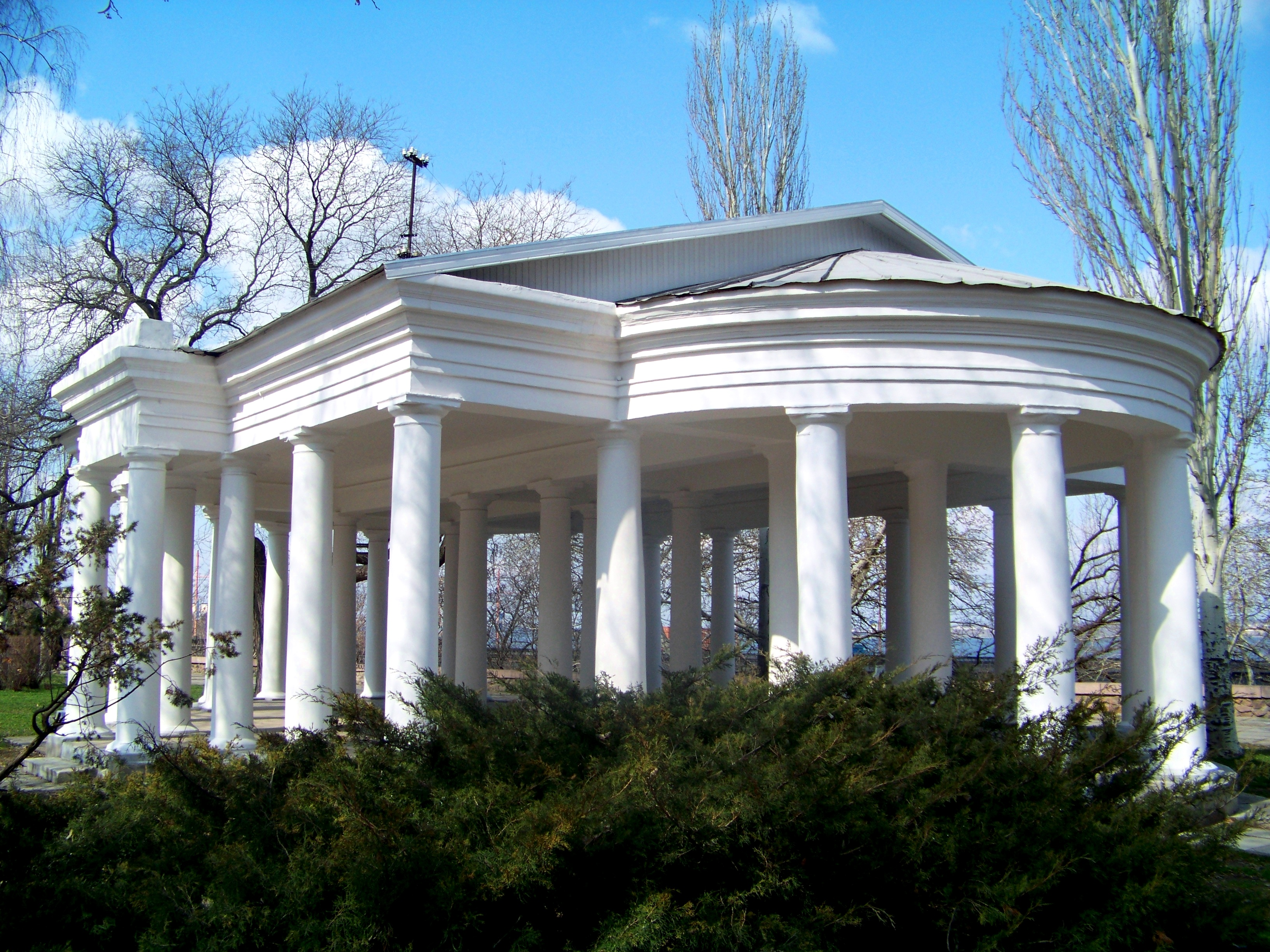
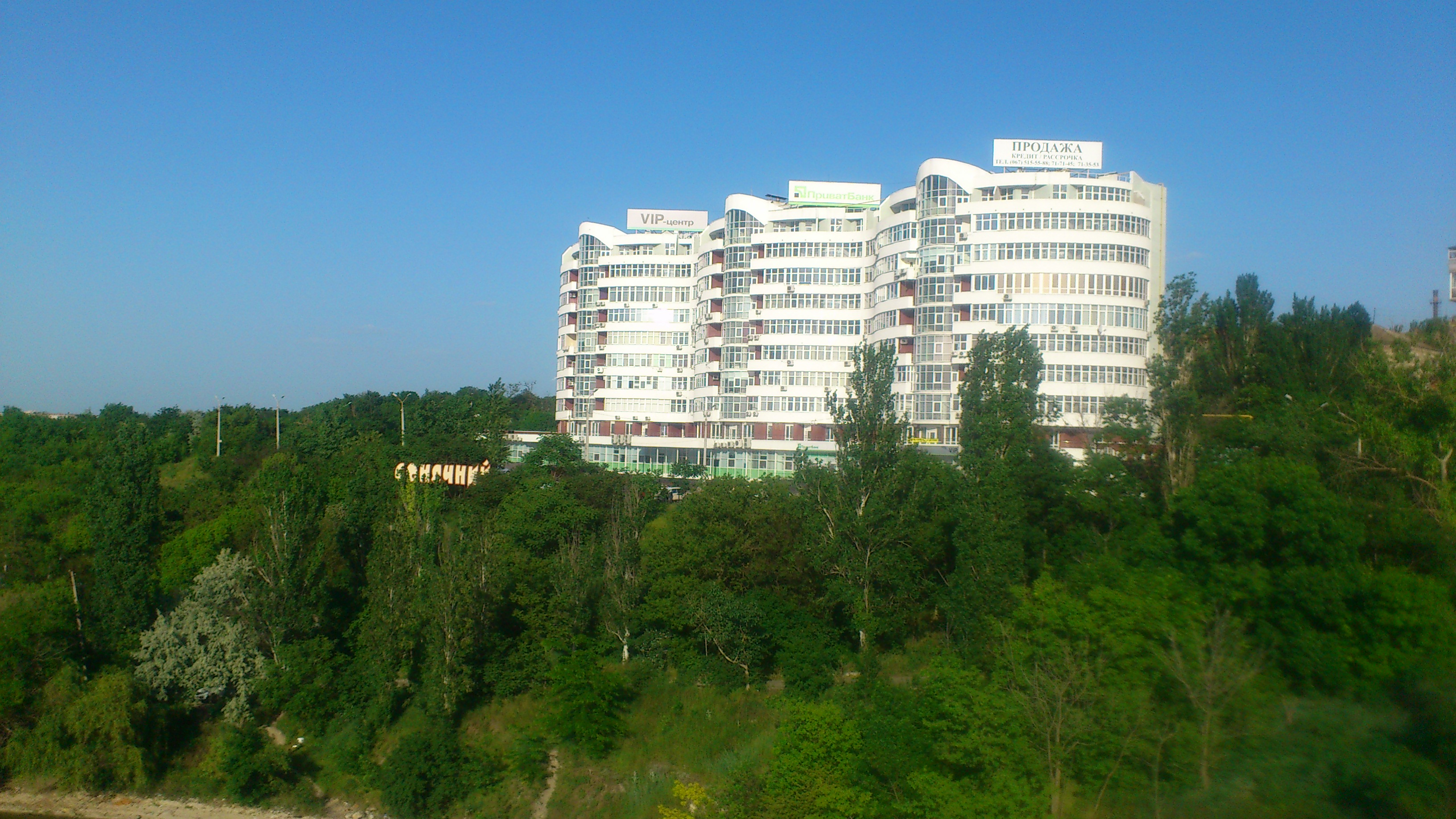
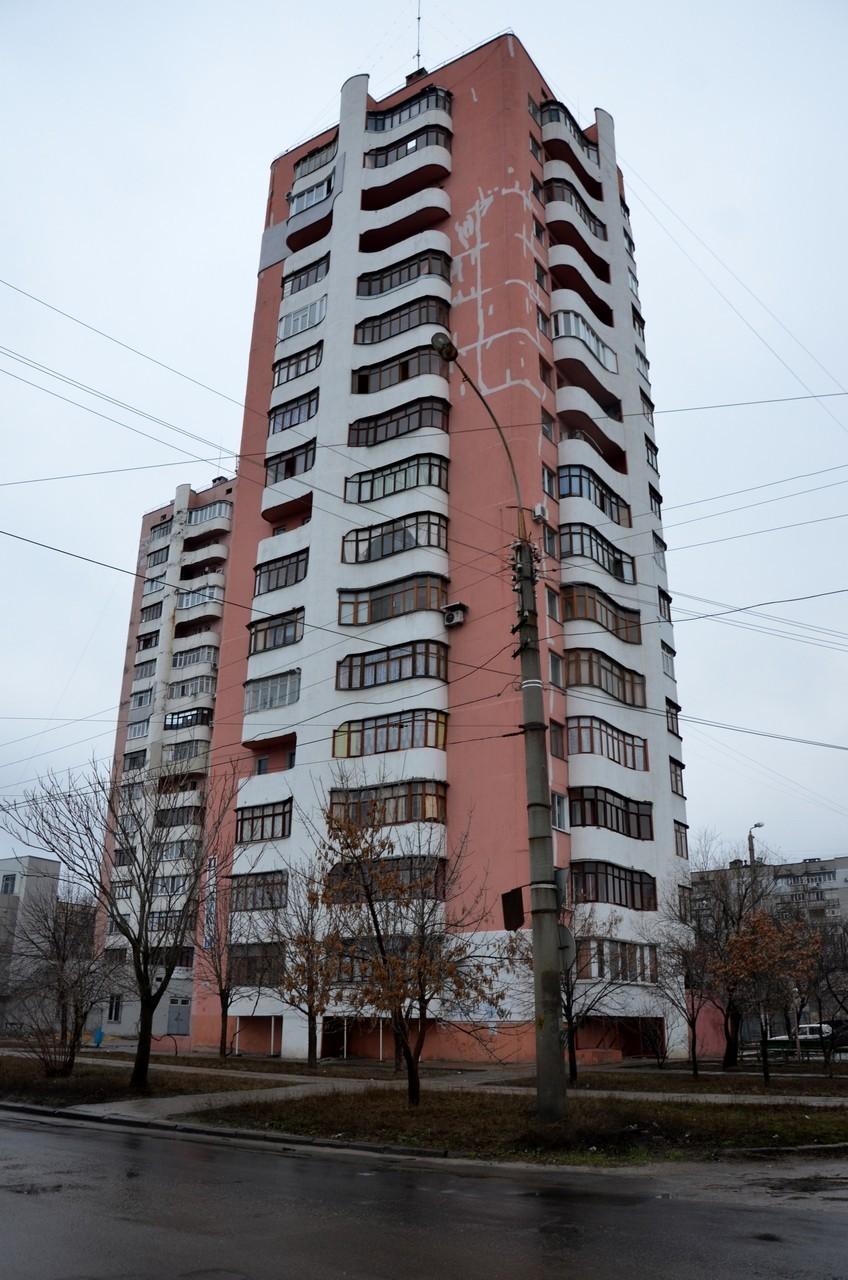
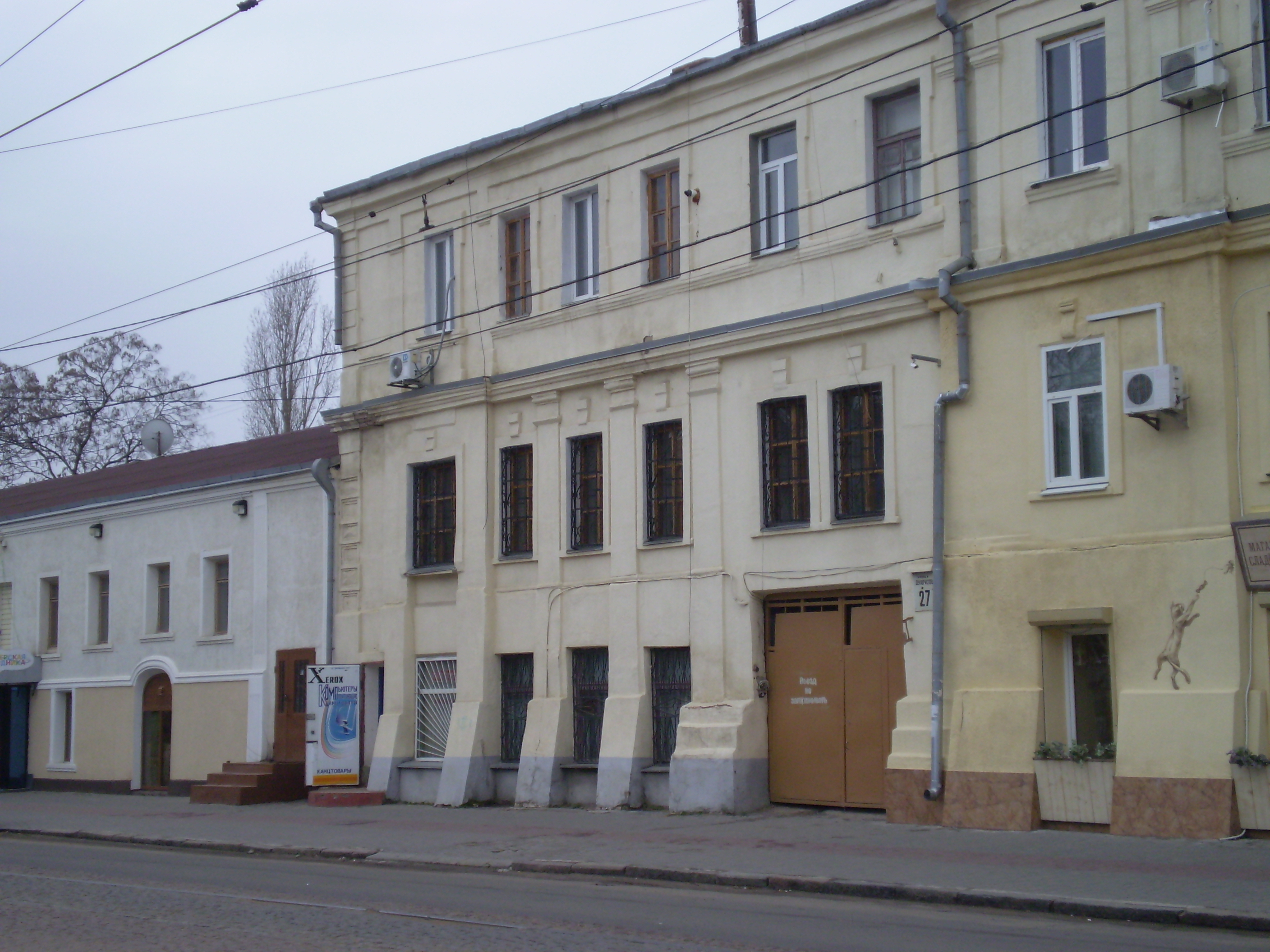
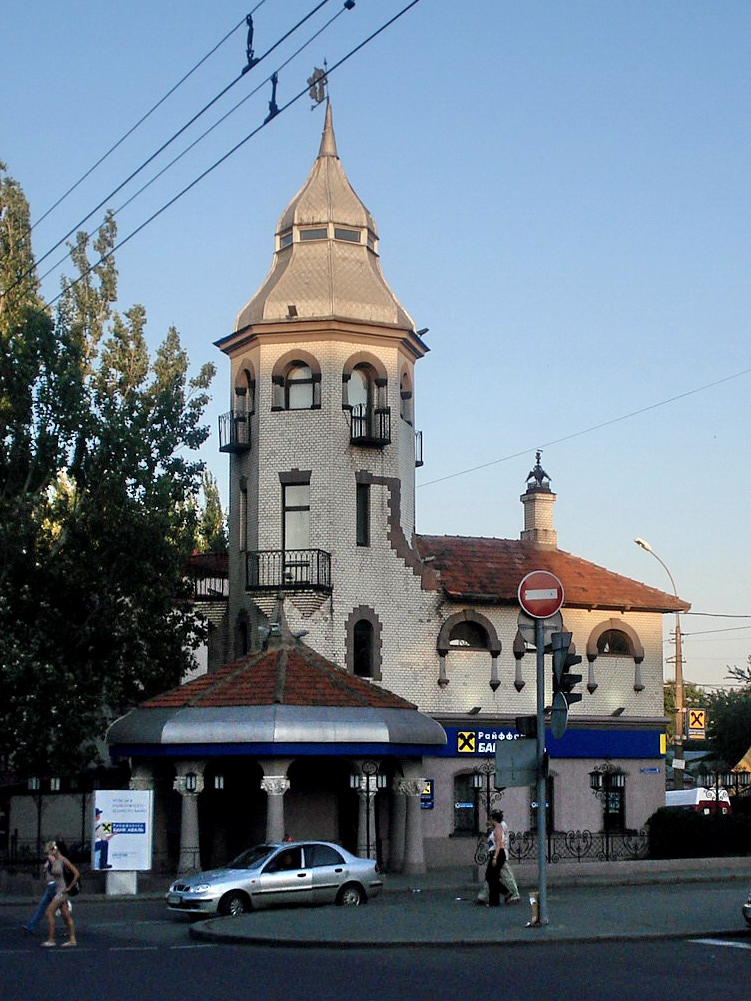

## توأمة
لميكولايف اتفاقيات توأمة مع كل من:
- سانت بطرسبرغ
- غالاتس
- موسكو
- بورجومي
- بورصة
- ليون
- مالكو تارنوفو
- بلفن
- تيانجين
- جيشوف
- تيراسبول
- دتشو
- بيتروزوفودسك (2002 - )
- باطوم (1995 - )

## أعلام
- كليم تشوريوموف
- فكتور ليسينكو
- كاترينا كوزلوفا
- ميكولا شيتيوك
- نيكيتا روكافيتسيا
- آمي مامادوف
- سيرغي جلادير
- فيودور بريديشين